# Bernd Schindler (Fußballspieler)
Bernd Schindler (* 28. Dezember 1961 in Karlsruhe) ist ein ehemaliger deutscher Fußballspieler.

## Karriere
In der Jugend spielte Bernd Schindler beim Karlsruher SC und kam über den FC 08 Walldorf (Verbandsliga Nordbaden) 1983 in die 2. Bundesliga zu den Stuttgarter Kickers. Schon bald konnte er sich dort einen Stammplatz erkämpfen. Mit seinem Verein erreichte er 1987 das DFB-Pokalfinale (1:3 gegen den Hamburger SV; Trainer der Stuttgarter Kickers: Dieter Renner) und stieg unter Trainer Manfred Krafft 1988 in die Bundesliga auf. Dort stieg man im ersten Jahr, allerdings nur aufgrund des schlechteren Torverhältnisses, wieder ab. Schindler unterschrieb 1989 einen Vertrag beim Bundesligisten SV Waldhof Mannheim. Er konnte zwar die meisten Einsatzminuten in seinem Team vorweisen, stieg aber auch mit dem SV Waldhof ab. Schindler blieb noch zwei Jahre in der zweiten Liga beim SVW, ehe er zum Stadtrivalen VfR in die Oberliga Baden-Württemberg wechselte. 1994 qualifizierte man sich für die neu eingeführte drittklassige Regionalliga. 1996 begann die Trainerkarriere des Bernd Schindler, indem er Spielertrainer beim SC Urbach wurde. Von 1997 bis 1999 war er nochmals als Spieler aktiv und spielte zwei Saisons beim SV Bonlanden in der Oberliga Baden-Württemberg. Danach endete seine höherklassige Spielerkarriere und Schindler betreute von 1999 bis 2001 den SV Fellbach als Trainer. Dort trainierte er unter anderem den späteren Bundesligaprofi Oliver Barth. Aushilfsweise gab Schindler anschließend bei der Kreisliga-Mannschaft Sportfreunde Stuttgart zusammen mit seinem ehemaligen Mannschaftskameraden bei den Stuttgarter Kickers und beim SV Bonlanden, Ralf Vollmer, ein Comeback als Spieler. Ausgeweitet wurde dieses im Jahre 2005 durch ein Engagement beim damaligen Landesligisten SG Vöhringen, wo Schindler zwei Jahre noch aktiv spielte und bis heute noch regelmäßig an Hallenturnieren teilnimmt.

### Statistik
| Liga          | Spiele (Tore) |
| ------------- | ------------- |
| Bundesliga    | 061 0(4)      |
| 2. Bundesliga | 222 (12)      |
| Regionalliga  | 061 0(3)      |
| Wettbewerb    |               |
| DFB-Pokal     | 016 0(1)      |